# Florida State League
Die Florida State League ist eine Baseball-Liga der Minor League mit Sitz im Bundesstaat Florida. Es ist eine von drei Ligen, die derzeit in der Class A-Advanced eingestuft wird. Jedes Team in der Liga ist mit einem Baseballteam der Major League verbunden und die meisten spielen in der Frühjahrstrainingsstätte ihres Partners.
Die Liga wurde 1919 gegründet und hat sich bis heute fast ununterbrochen fortgesetzt. Die meisten Spieler der Florida State League erreichen dieses Niveau erst in ihrem dritten oder vierten Jahr des professionellem Baseball.

## Geschichte
Die Liga entstand 1919 mit Teams in Bartow, Bradenton, Lakeland, Orlando, Sanford und Tampa. Die Liga löste sich im Jahr 1928 auf, nahm den Spielbetrieb im Jahr 1936 jedoch wieder auf. Die Liga wurde ununterbrochen fortgesetzt, mit Ausnahme einer vierjährigen (1942 bis 1945) Aussetzung während des Zweiten Weltkriegs.
Im Jahr 2009 richtete die Florida State League eine Hall of Fame ein, in welcher an die großen Spieler, Manager, Eigentümer und Schiedsrichter der Liga erinnert wird.
Die erste Absage der Meisterschaft erfolgte 2001, als die Playoffs nach den Angriffen vom 11. September abgesagt wurden. Danach wurden die Playoffs 2004 wegen der Bedrohung durch den Hurrikan Ivan abgesagt. Jahre später wurde das Finale der FSL-Meisterschaft 2017 am 5. September wegen der Bedrohung durch den Hurrikan Irma abgesagt. Damit wurde das Spiel der Meisterschaftsserie zum dritten Mal seit 2000 abgesagt.